# Michał Balcerzak
Michał Balcerzak (ur. 5 września 1979 w Sieradzu) – polski prawnik, doktor habilitowany nauk prawnych, specjalności naukowe: prawa człowieka, prawo międzynarodowe, prawo międzynarodowe publiczne. Profesor na Wydziale Prawa i Administracji Uniwersytetu Szczecińskiego.

## Życiorys
W 2003 ukończył studia prawnicze na Uniwersytecie Mikołaja Kopernika w Toruniu. Kształcił się także International Institute of Human Rights w Strasburgu (2004) oraz w Europejskim Instytucie Uniwersyteckim we Florencji (2007).
W 2007 na podstawie napisanej pod kierunkiem Tadeusza Jasudowicza rozprawy pt. Precedens w prawie międzynarodowym praw człowieka otrzymał na Wydziale Prawa i Administracji Uniwersytetu Mikołaja Kopernika w Toruniu stopień naukowy doktora nauk prawnych (dyscyplina: prawo, specjalność: prawo międzynarodowe publiczne). Tam też na podstawie dorobku naukowego oraz rozprawy pt. Odpowiedzialność państwa-strony Europejskiej konwencji o ochronie praw człowieka i podstawowych wolności. Studium prawnomiędzynarodowe uzyskał w 2014 stopień doktora habilitowanego nauk prawnych w zakresie prawa, specjalność: prawo międzynarodowe publiczne.
Od 2003 związany zawodowo z Katedrą Praw Człowieka Wydziału Prawa i Administracji Uniwersytetu Mikołaja Kopernika w Toruniu, gdzie pracuje jako profesor uczelni. Od 2022 wykłada także na Uniwersytecie Szczecińskim. Był profesorem nadzwyczajnym Kujawskiej Szkole Wyższej we Włocławku na Wydziale Nauk Społecznych i Technicznych.
Posługuje się angielskim i francuskim.